# جيلبرت ماكريث
سير جيلبرت ماكريث كان ضابط في الجيش البريطاني في الحرب العالمية الأولى مقلد بأوسمة، وقد أصبح دبوماسياً بريطانياً في كولومبيا من عام 1947م حتى عام 1953م.
بدأ خدمته في صفوف الجيش عام 1914م، وبعدما تقلد منصب ضابط ذاع صيته بسرعة في الصفوف و أصبح قائد كتيبة.
ترك الجيش في 24 أبريل 1919م وانضم للخدمة الدبلوماسية. وقد تولى عدة مناصب قنصلية في شمال أفريقيا و الشرق الأوسط قبل وبعد الحرب العالمية الثانية. عين قبل الحرب للهند الشرقية الهولندية، قبل ان تم تعينه لبوغوتا في عام 1947م.